# لئوناردو تریگی
لئوناردو تریگی (انگلیسی: Leonardo Terigi؛ زادهٔ ۲۱ مارس ۱۹۹۱) بازیکن فوتبال اهل ایتالیا است.
از باشگاه‌هایی که در آن بازی کرده‌است می‌توان به باشگاه فوتبال کروتونه، باشگاه فوتبال روبور سیه‌نا، باشگاه فوتبال آلساندریا، و باشگاه فوتبال کارپی اشاره کرد.